# 0565
0565 è il prefisso telefonico del distretto di Piombino, appartenente al compartimento di Pisa.
Il distretto comprende la parte meridionale della provincia di Livorno, l'Arcipelago Toscano e il comune di Monteverdi Marittimo (PI). Confina a est con il distretto di Volterra (0588), a sud-est di Follonica (0566) e a nord di Livorno (0586).

## Aree locali e comuni
Il distretto di Piombino comprende 15 comuni compresi nelle due aree locali di Piombino (ex settori di Piombino e San Vincenzo) e Portoferraio. I comuni compresi nel distretto sono: Campiglia Marittima, Campo nell'Elba, Capoliveri, Castagneto Carducci, Marciana, Marciana Marina, Monteverdi Marittimo (PI), Piombino, Porto Azzurro, Portoferraio, Rio, San Vincenzo, Sassetta e Suvereto .